# لندن (آرکانزاس)
لندن (آرکانزاس) (به انگلیسی: London, Arkansas) یک شهر در ایالات متحده آمریکا با جمعیت ۹۲۵ نفر است که در آرکانزاس واقع شده‌است.

## موقعیت جغرافیایی
موقعیت جغرافیایی شهرها و مناطق اطراف به شرح زیر است: